# 쿠퍼 코흐
쿠퍼 코흐(영어: Cooper Koch, 1996년 7월 16일 ~ )은 미국의 배우이다.

## 출연작 목록
- 분열 (2007)
- 서부 40대 (2018)
- 파워북2: 고스트 (2020)
- 뉴욕 크리스마스 웨딩 (2020)
- 그들은/그들 (2022)
- 삼켰다 (2022)
- 몬스터: 라일과 에릭 메넨데스 이야기 (2024)